# Paul Nash (Leichtathlet)
Paul Nash (* 20. Januar 1947) ist ein ehemaliger südafrikanischer Sprinter.
Am 2. April und am 6. April 1968 stellte er mit 10,0 s den Weltrekord über 100 Meter ein.
Je dreimal wurde er Südafrikanischer Meister über 100 Yards bzw. 100 Meter (1966, 1967, 1969) und 220 Yards bzw. 200 Meter (1966, 1967, 1969). 1966 und 1968 wurde er jeweils über 100 Yards und 220 Yards Englischer Meister.

## Persönliche Bestzeiten
- 100 yds: 9,2 s, 25. März 1967, Kapstadt
- 100 m: 10,0 s, 2. April 1968, Krugersdorp (elektronisch gestoppt: 10,28 s, 2. Juli 1968, Zürich)
- 200 m: 20,1 s, 2. Juli 1968, Zürich
- 400 m: 46,1 s, 17. Februar 1968, Paarl